# Hank Snow
Pour les articles homonymes, voir Snow.
Hank Snow, de son vrai nom Clarence Eugene Snow, est un chanteur et guitariste de musique country canadien né le 9 mai 1914 à Brooklyn en Nouvelle-Écosse au Canada et mort le 20 décembre 1999 à Madison, dans le Tennessee.
Il est le compositeur de I'm Movin' On.
Il est introduit au Country Music Hall of Fame en 1979.

## Albums studio
Hank Snow a enregistré 45 albums studio. Hello Love (1974) est celui qui a obtenu le meilleur classement dans le hit-parade américain établi par le magazine Billboard  (n° 4), devant Railroad Man (1963) (n° 7) et Songs of Tragedy (1964) (n° 11).
- Country Classics, RCA, 1952
- Hank Snow Sings, RCA, 1952
- Hank Snow Salutes Jimmie Rodgers, RCA, 1953
- Just Keep a-Movin, RCA, 1955
- Old Doc Brown and Other Narrations by Hank Snow, RCA, 1955
- Country & Western Jamboree, RCA, 1957
- Hank Snow's Country Guitar, RCA, 1957
- Hank Snow Sings Sacred Songs, RCA, 1958
- When Tragedy Struck, RCA, 1959
- Hank Snow Sings Jimmie Rodgers Songs, RCA, 1960
- Big Country Hits (Songs I Hadn't Recorded Till Now), RCA, 1961
- I've Been Everywhere, RCA, 1963
- Railroad Man, RCA, 1963
- Songs of Tragedy, RCA, 1964
- Hank Snow Sings Your Favorite Country Hits, RCA, 1965
- Gloryland March, RCA, 1965
- Heartbreak Trail: A Tribute to the Sons of the Pioneers, RCA, 1965
- The Guitar Stylings of Hank Snow, RCA, 1966
- Gospel Train, RCA, 1966
- Snow in Hawaii, RCA, 1967
- Christmas with Hank Snow, RCA, 1967
- Spanish Fire Ball and Other Hank Snow Stylings, RCA, 1967
- Tales of the Yukon, RCA, 1968
- Snow in All Seasons, RCA, 1969
- Hits Covered By Snow, RCA, 1969
- Hank Snow Sings in Memory of Jimmie Rodgers, RCA, 1970
- Cure for the Blues, RCA, 1970
- Tracks and Trains, RCA, 1971
- Award Winners, RCA, 1971
- The Jimmie Rodgers Story, RCA, 1972
- Grand Ole Opry Favorites, RCA, 1973
- Snowbird, RCA, 1973
- Now Is the Hour, RCA, 1974
- Hello Love, RCA, 1974
- That's You and Me, RCA, 1974
- You're Easy To Love, RCA, 1975
- Still Movin' On, RCA, 1977
- The Mysterious Lady, RCA, 1979
- Instrumentally Yours, RCA, 1979

## Dans la fiction
Il est incarné par David Wenham dans le film Elvis (2022) de Baz Luhrmann.